# Melitaea sutschana
Melitaea sutschana is een vlinder uit de familie Nymphalidae. De wetenschappelijke naam van de soort is voor het eerst geldig gepubliceerd in 1892 door Otto Staudinger.